# ارنست بنس
ارنست بنس (انگلیسی: Ernest Bens؛ زادهٔ ۵ ژوئیهٔ ۱۹۴۹) دوچرخه‌سوار اهل بلژیک است.